# Sonderweg

Le Sonderweg [ˈzɔndɐˌveːk] (« la voie particulière ») est un terme désignant une hypothèse ou une interrogation historique quant à une éventuelle particularité du peuple allemand, permettant d'expliquer certaines spécificités de son histoire, notamment à côté d'autres nations européennes, telles la France et le Royaume-Uni d'une part, et la Russie d'autre part.

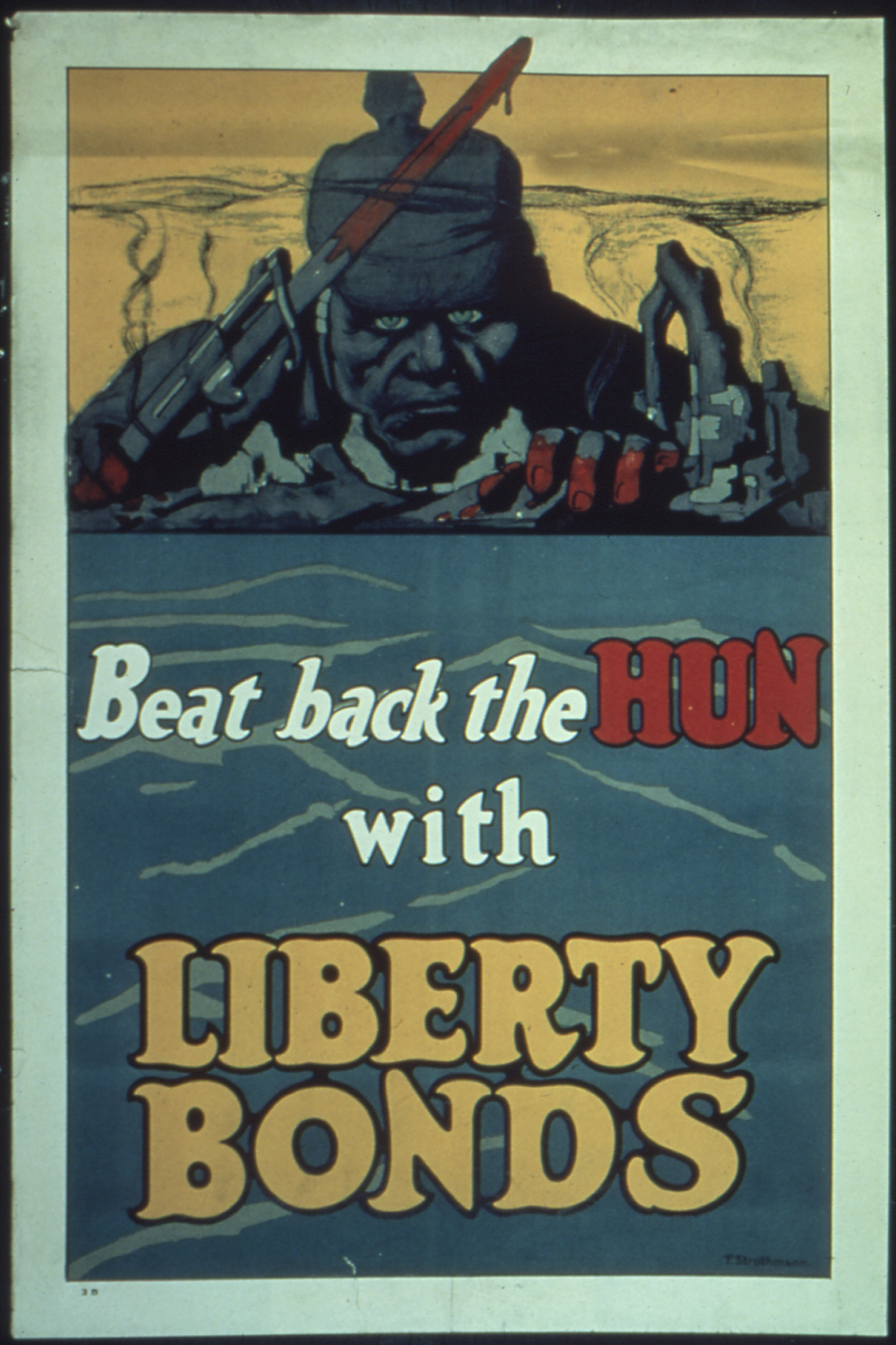
Représentation en image du « Boche » : visage sombre, hostile, au regard menaçant. Propagande de guerre américaine, 1918.

## Les origines duSonderweg
Cette « voie particulière » est un concept flottant et ambigu. Ambigu, parce qu’il eut une valeur positive et négative. Flottant, parce qu’on peut le définir de nombreuses façons. Dans son acception positive (aujourd’hui dépassée), il s’agit de vanter l’histoire allemande comme une réussite originale : les « idées de 1914 » et le Reich hitlérien se sont prévalus de cette vision nationaliste. À l’opposé, dans son acception à la fois la plus ancienne et la plus moderne, le Sonderweg signifie le retard politique d’une Allemagne qui s’est modernisée sans se démocratiser, au contraire de pays comme la France, la Grande-Bretagne ou les États-Unis. Dès l’époque des Lumières, les intellectuels ont déploré l’absence d’une capitale allemande, d’une classe urbaine susceptible de se substituer aux Princes.
Dès la fin de la guerre, se pose la question des origines du nazisme. Dès lors, on observe une tentation ethnico-exceptionnaliste à vouloir expliquer ce phénomène à l'aune de caractéristiques propres à l'Allemagne, voire à l'Allemand.
Il y aurait un caractère national allemand, qui serait prédisposé à la soumission, à la hiérarchie et à la violence. Ainsi pour Albert Béguin, « l’Allemand est un esprit pourri de vues théoriques et dénué des aptitudes à choisir entre elles ». Il évoque son « regard morne, son visage sans joie ». Il y a également l'idée d'une déviance allemande (Irrweg) qui remonterait à la fin du Moyen Âge, avec la Réforme luthérienne et l’influence de l'esprit despotique prussien.
La thèse du Sonderweg se développe dans les années 1960 et 1970. En mettant l'accent sur la comparaison des régimes, elle cherche à démontrer l'existence d'un particularisme allemand qui va à l'encontre de la normalité démocratique occidentale.
Selon l’historien Heinrich August Winkler, qui met l’accent sur la division ou le morcellement du pays, trois faits expliquent le Sonderweg allemand : la longue durée du Saint Empire et de son mythe (962-1806) ; le schisme entre catholiques et protestants ; le dualisme (c’est-à-dire la rivalité) entre la Prusse et l’Autriche aux XVIIIe et XIXe siècles.
On peut citer d'autres particularités allemandes :  
- L’Allemagne n’a pas vécu de révolution (au XIXe siècle, Karl Marx a parlé de « misère allemande » pour désigner l’attitude d’une bourgeoisie allemande qui préfère passer un compromis avec l’aristocratie terrienne et les princes plutôt que de s’allier avec le peuple pour libérer la nation des entraves morales et politiques de l’Ancien Régime[4]).

- La révolution industrielle est plus tardive et plus rapide, et l'élite est restée marquée par les époques autoritaires et préindustrielles.

En 1973, l'historien Hans-Ulrich Wehler, qui serait à l'origine de l'expression, avance que l’Allemagne est devenue moderne sur le plan économique, mais est restée féodale sur le plan politique.

## Ses limites
La thèse du Sonderweg est contestée, car elle implique une voie « normale » qui serait celle de la France, de la Grande-Bretagne, voire des États-Unis d'Amérique. Elle invite à penser que l'avènement de la démocratie est une évidence de l'Histoire. Or ces pays eurent des histoires bien différentes sur de nombreux points. Ce qu'ils ont en commun, à savoir le rôle dirigeant de la bourgeoisie dans leur évolution vers l'industrialisation et la démocratisation, ne représente peut-être pas plus une « voie générale » que la voie de l'Allemagne (la modernisation sans démocratisation) aura été une voie réellement « particulière ». Le germaniste Marcel Tambarin maintient ainsi que les changements intervenus en Allemagne après 1848, notamment à partir des années 1860, « marquent bien la fin de la restauration et le début de l'époque bourgeoise - pour ne pas dire une révolution bourgeoise », la « prééminence des intérêts de la bourgeoisie » ne passant pas obligatoirement par l'instauration d'une « démocratie parlementaire ».